# Radlice (Volfířov)
Radlice (Duits: Radlitz) is een dorp in Tsjechië. Het ligt in de gemeente (obec) Volfířov, in het district (okres)  Jindřichův Hradec, in de regio (kraj) Zuid-Bohemen. Het dorp was vroeger een zelfstandige gemeente, met een overwegend Tsjechische protestantse bevolking. Sinds 1975 maakt Radlice deel uit van de lokale gemeente Volfířov. Het ligt ongeveer 4 km ten noordwesten van het dorp Volfířov in het westelijk deel van Dačické. Op dit moment staan er 48 huizen in het dorp. Sinds 1993 regeert voetbalclub SKZ Radlice.

## Geschiedenis

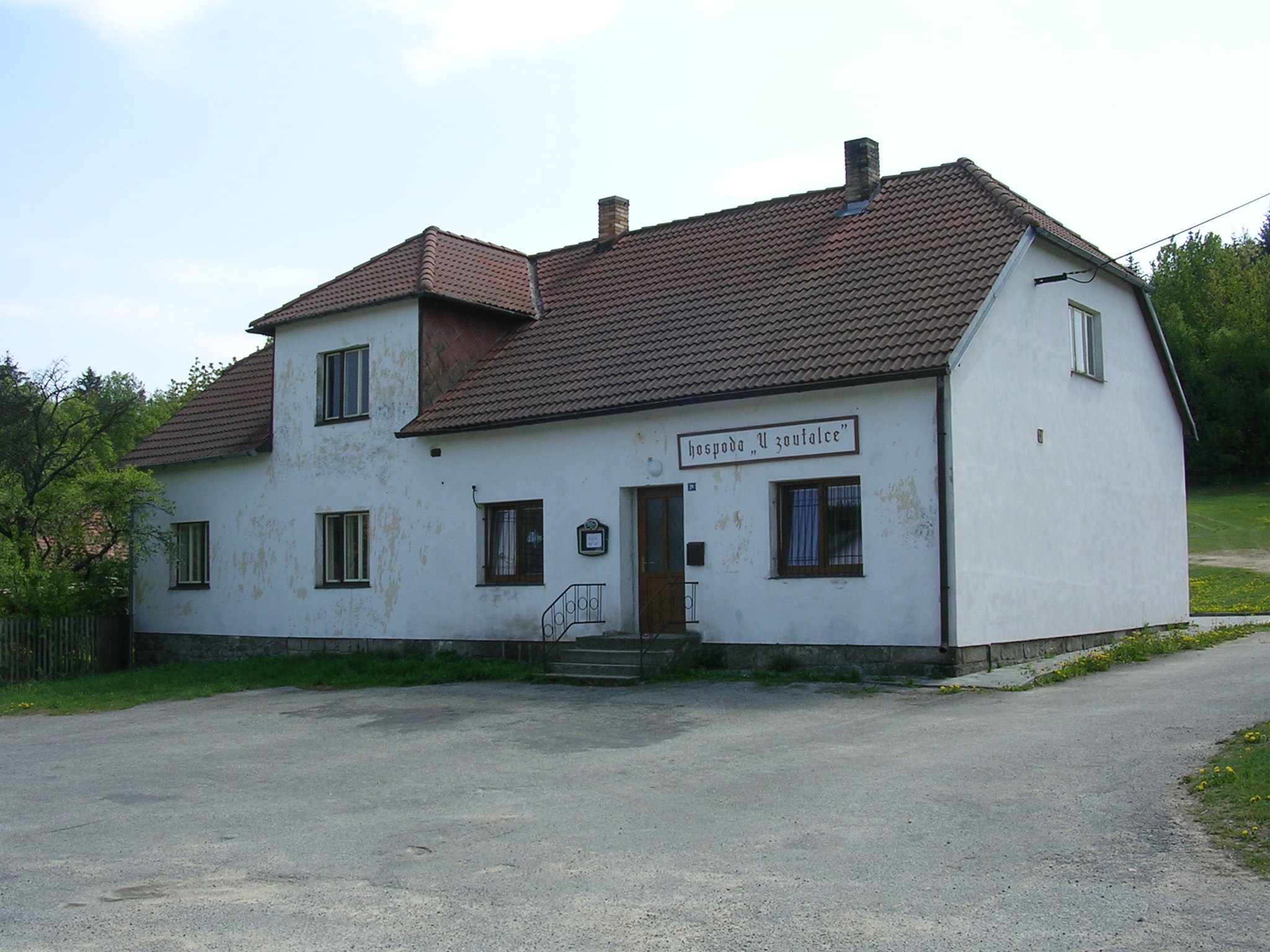
Hospoda U Zoufalce

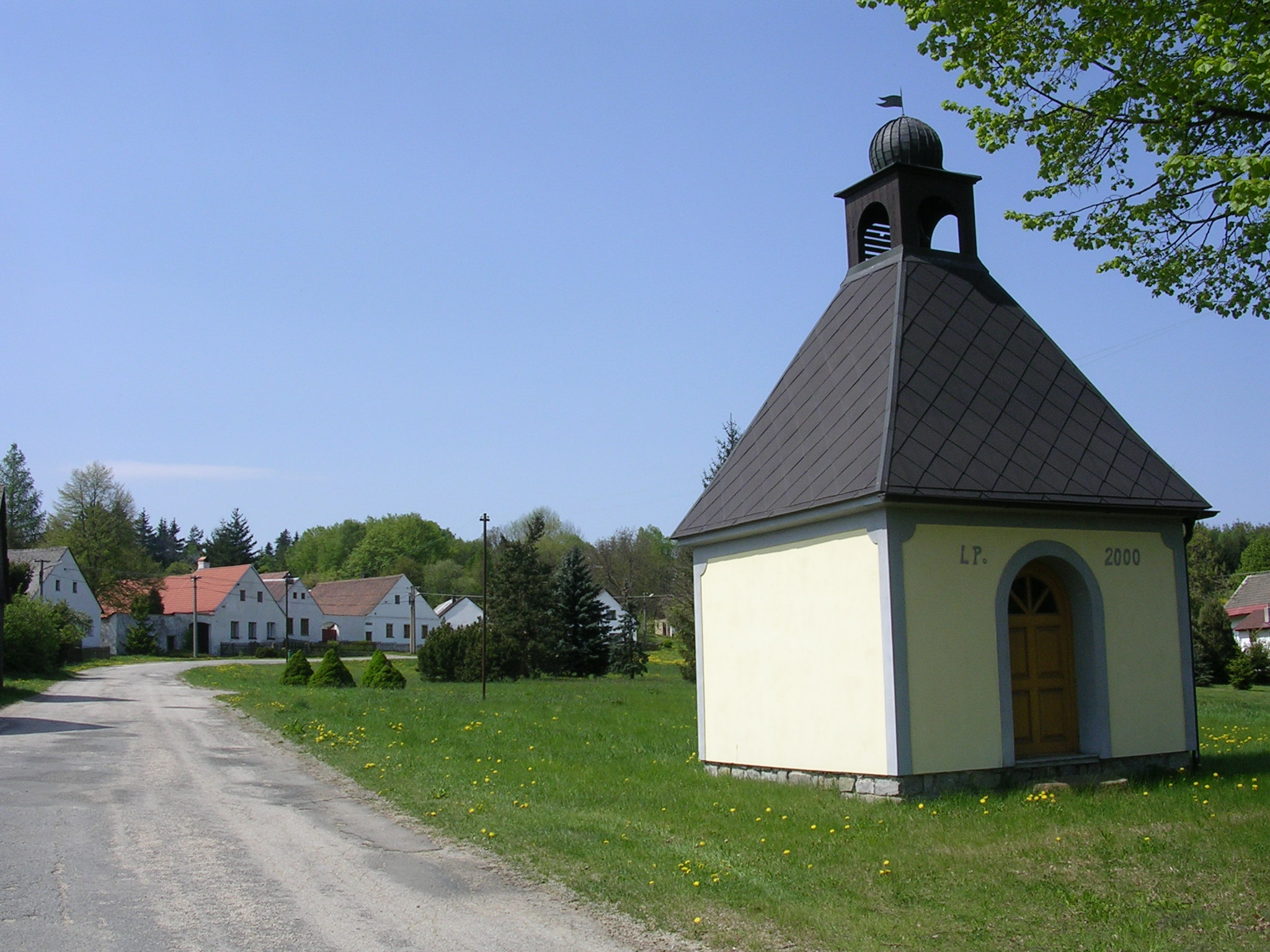
Kapel

Het dorp werd in 1385 voor het eerst in historische bronnen genoemd. Na de Hussietenoorlogen kwam het dorp tot aan landgoed telčskému. Doordat Radlice in 1459 aan Bilkova werd toegevoegd, werd het als onderdeel van Dačického beschouwd. Hier viel het onder tot 1849. Volgens een historisch kadaster telde Radlice in 1843 307 inwoners in 47 huizen en 74 huishoudens. Hierin staat ook een molenaar genoemd wat het bestaan van een molen suggereert. In 1946 werd het dorp aangesloten op het elektriciteitsnet ZME Brno.

## School
Op initiatief van de inwoners van Radlice is in 1862 een protestantse-privé school opgericht. In 1871 werd het een openbare school. In 1972 is de school gesloten, de leerlingen zijn toen overgebracht naar Volfířov. Na sluiting van de scholen in Volfířov zijn de leerlingen naar Dačické gegaan voor de basisschool en naar Velké Lhoty voor vervolg opleidingen.

## SKZ Radlice
SKZ Radlice is de voetbalclub van Radlice. SKZ staat voor "Sportovní Klub Zoufalců", vrij vertaald als "Sportclub Dromers". Het komt van de naam van de lokale pub "Hospoda U Zoufalce", vrij vertaald als "Café De Verlaten". De voetbalclub is opgericht in 1993.
Oorspronkelijk werden alleen wedstrijden op het eigen veld in Radlice en hun directe omgeving gespeeld. In de afgelopen jaren, doen ze met veel succes mee  aan grote voetbaltoernooien. Ze hebben de SK Jatka Copu (in het dorp Mutyněves) in 2011 en 2012 gewonnen. In 2013 hebben ze de tweede plaats gehaald. 